# Binger Mäuseturm

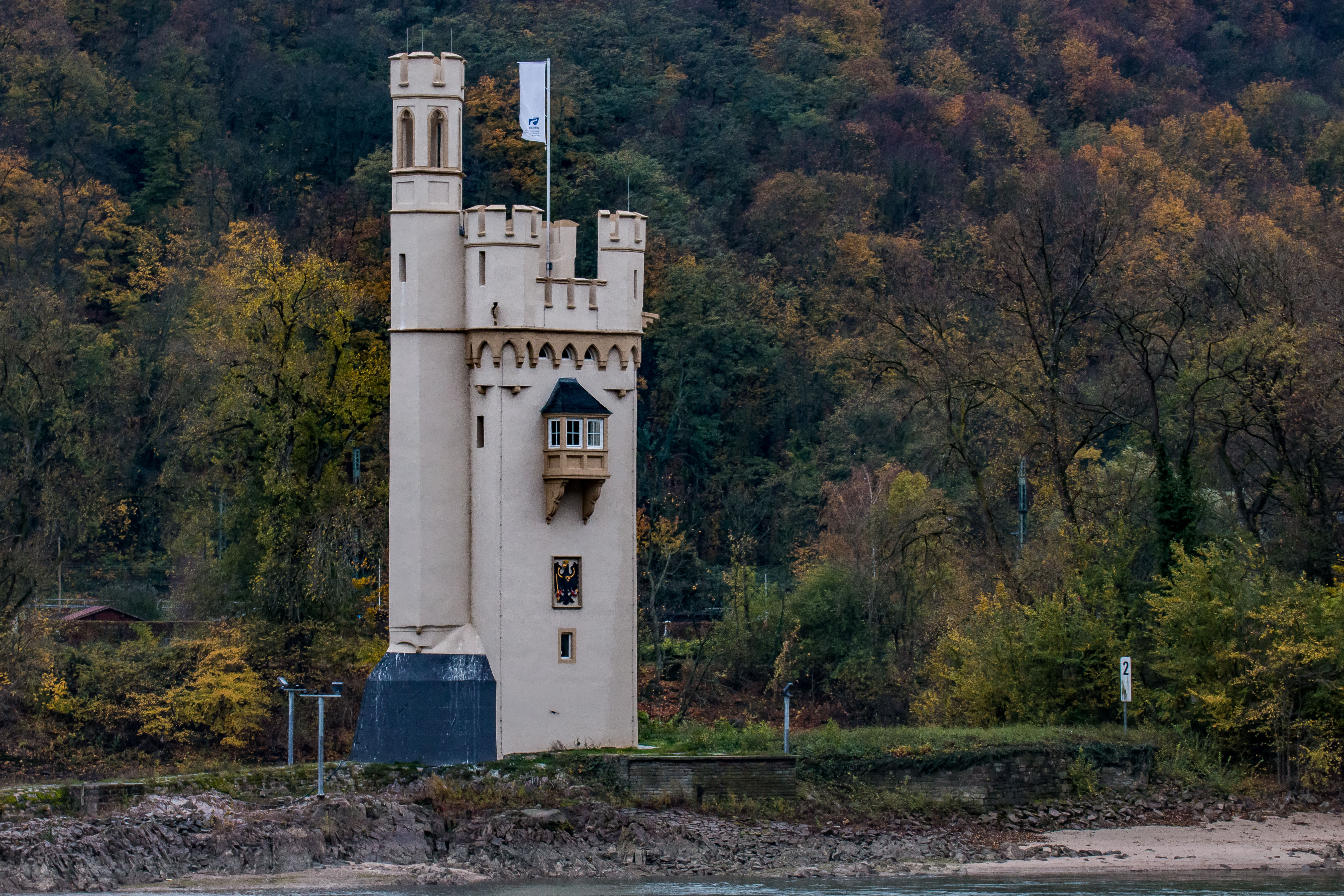
Binger Mäuseturm, von der Rheinseite aus gesehen (2017)

Der Binger Mäuseturm ist ein ehemaliger Wehr- und Wachturm. Er steht auf der Mäuseturminsel im Rhein vor dem Binger Stadtteil Bingerbrück. Zusammen mit der rechtsrheinisch gegenüber gelegenen Burg Ehrenfels diente der rund 25 Meter hohe Turm früher als Zollwarte der Erhebung von Rheinzoll. Der Anfang des 14. Jahrhunderts zwecks Eintreibung von Wegezoll (Maut) erbaute Turm erhielt seinen später volkstümlich abgewandelten Namen im Rahmen einer Sage.

## Name

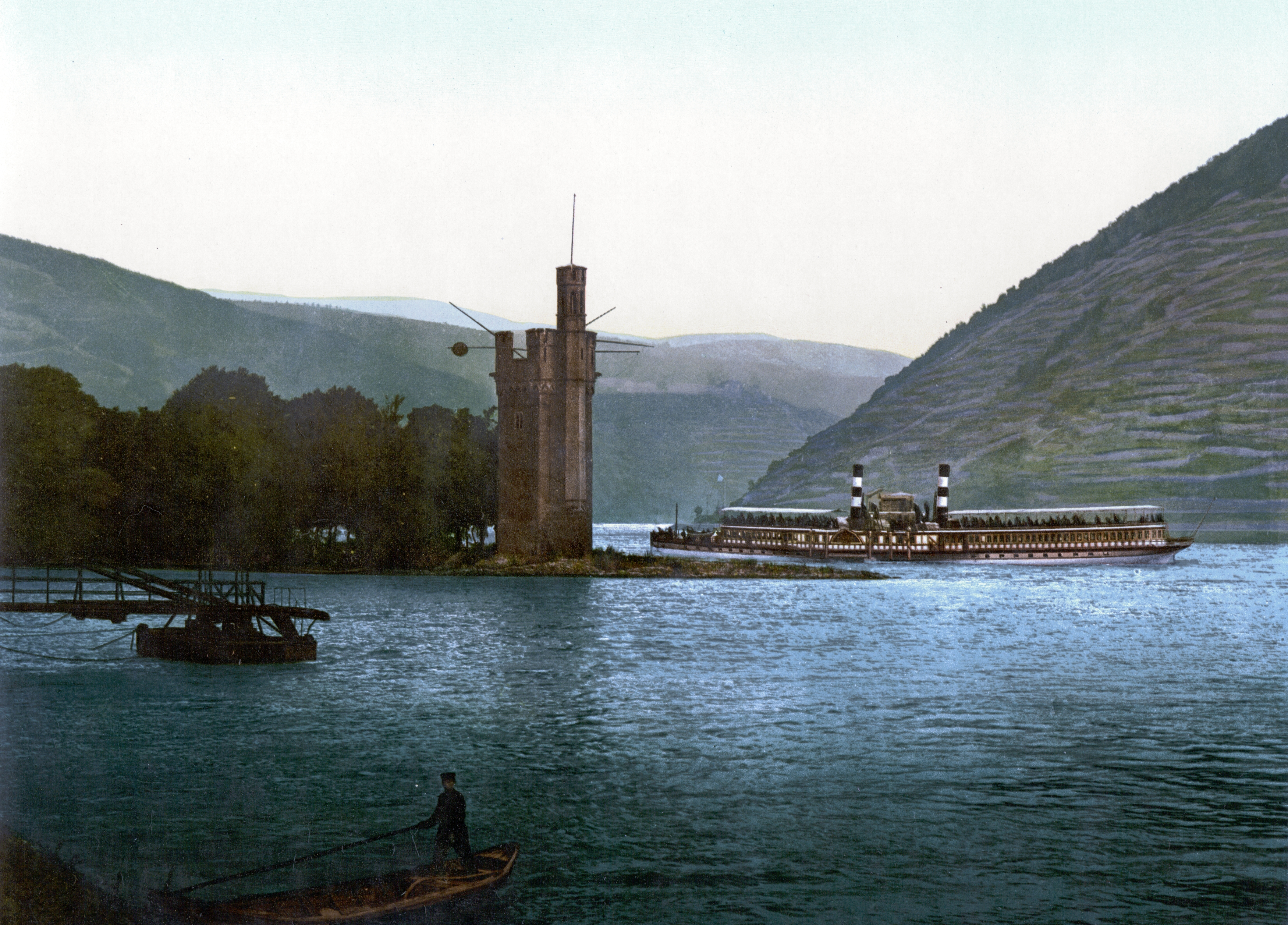
Binger Mäuseturm um 1900

Der Name Mäuseturm ist 1516 erstmals belegt, auf einer Ansicht von 1638 findet sich die Schreibung Meuß-Thurm. Mutmaßlich ist der Name von der Aufgabe des Turms als Warte für die Zollerhebung abgeleitet und geht wohl auf mittelhochdeutsch mûsen ‚spähen, lauern‘ oder auf althochdeutsch muta ‚Wegezoll‘ zurück. Der weit sichtbare Turm auf der Insel im Strom am gefährlichen Fahrwasser diente als Ausguck zur Meldung ankommender Schiffe für die Mauteintreibung am gegenüberliegenden Ufer.

## Geschichte
Der Turm wurde in der ersten Hälfte des 14. Jahrhunderts als Zollwachturm erbaut, um das Zoll-Sperrsystem der Burg Ehrenfels zu verstärken. Die Sichtung stromab und stromauf fahrender Boote wurde durch Signale mitgeteilt und konnte auch eine Begegnung im Binger Loch verhindern.:212 Hierzu ist die Lage inmitten des Stromes an der Stelle, wo sich der Rhein von Ost-West-Richtung nach Norden wendet, besonders geeignet. Die genaue Entstehungsgeschichte ist  allerdings unklar.:208

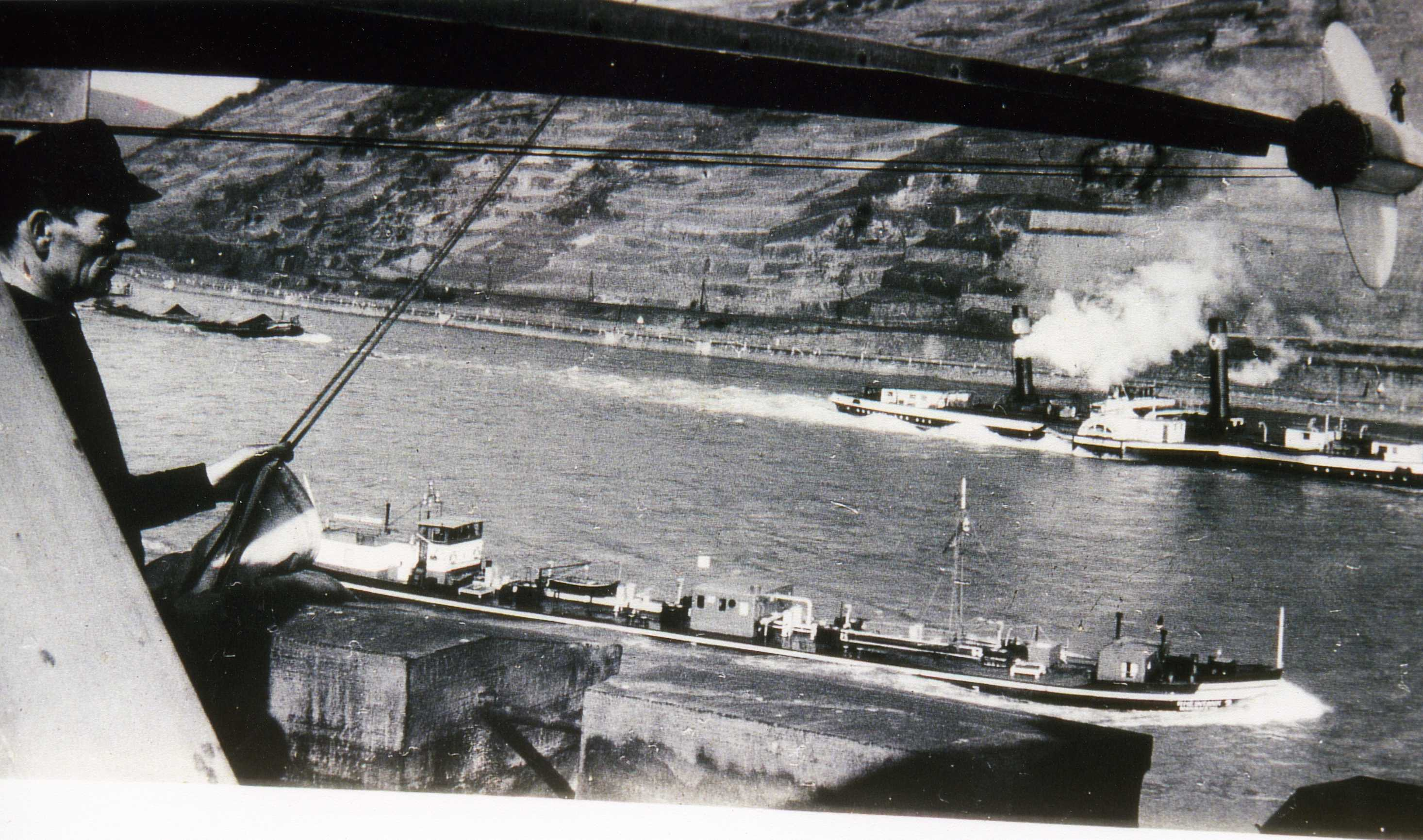
Wahrschauer bei der Arbeit auf dem Mäuseturm, 1938

Das Bauwerk wurde während des Dreißigjährigen Krieges und nachfolgend im Pfälzischen Erbfolgekrieg stark beschädigt. 1845 ließ die preußische Regierung den Turm so weit wiederherstellen, dass er der Wahrschau nutzbar war. Ein Jahrzehnt später veranlasste der preußische König Friedrich Wilhelm IV. einen Wiederaufbau im  neugotischen Stil nach Plänen des Kölner Dombaumeisters Ernst Friedrich Zwirner und des Architekten Friedrich Albert Cremer. Der 1856 fertiggestellte Turm markierte nun die Grenze der königlich-preußischen Rheinprovinz zum rechtsrheinischen Herzogtum Nassau, das südliche Großherzogtum Hessen grenzte linksrheinisch jenseits der Nahemündung an. Als Signalturm diente er der Aufsicht über die Rheinschifffahrt und deren Sicherheit. Die Wahrschau im Mäuseturm regelte den Schiffsverkehr an der Binger Loch genannten, gefährlichen Engstelle am Beginn des Mittelrheintals. Mit der Verbreiterung der Fahrrinne wurde diese Funktion 1974 aufgegeben.

## Architektur

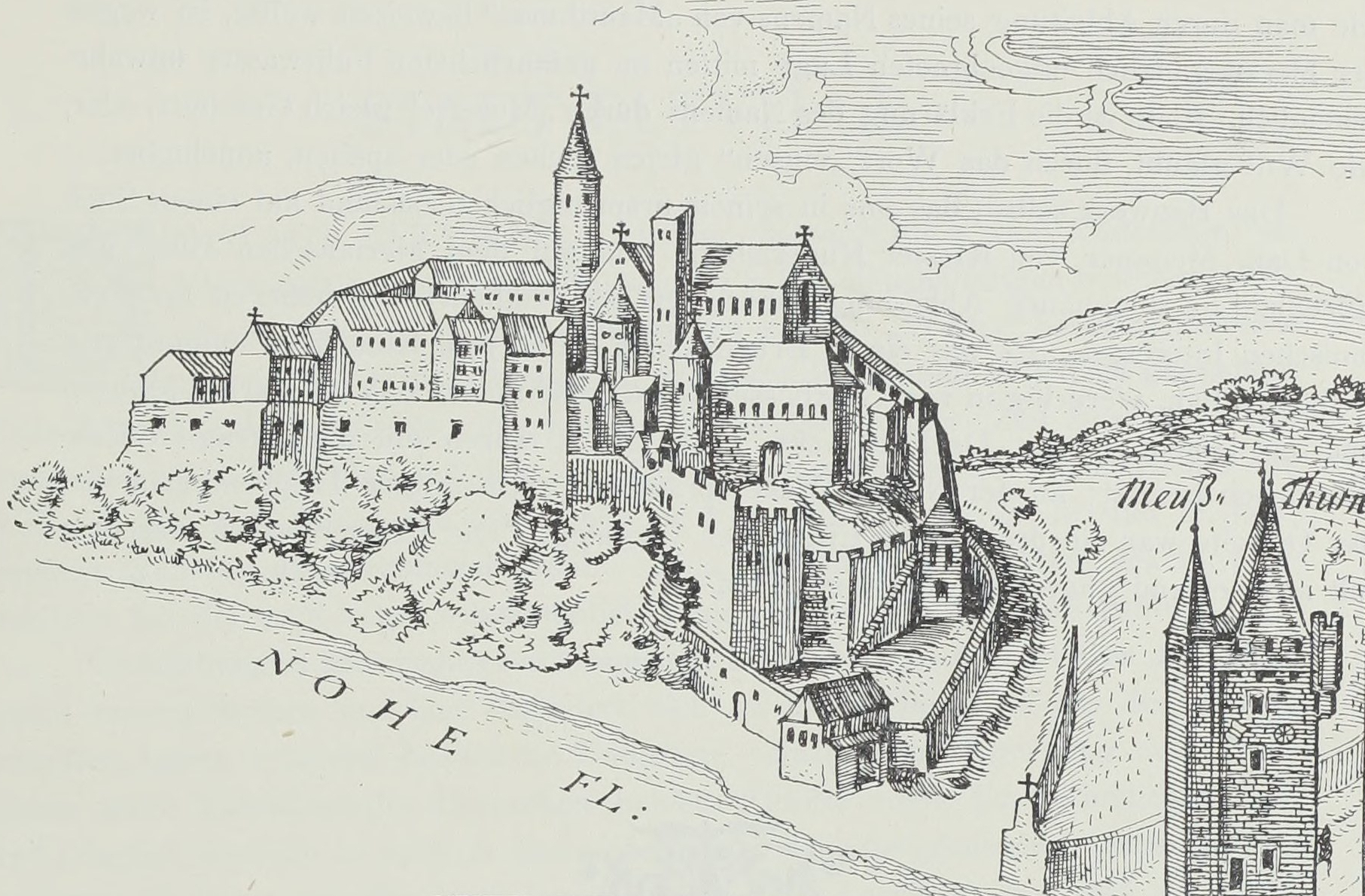
Kloster Rupertsberg, daneben der Mäuseturm (nach einem Stich aus der Sciographia cosmica von 1638)

Im ursprünglichen Zustand war der Zollwachturm ein mit Bruchsteinen ausgeführter Zweckbau. Die Mauern waren zwischen 1,9 und 2,8 Meter stark und den in vier Geschossen aufsteigenden Turm bedeckte ein steiles Dach. Ungegliederte Gewände fassten die rechteckigen Fensteröffnungen. Auskragende, mit Zinnen bewehrte Ecktürmchen besetzten drei der Ecken des Baus, an der Nordostecke sprang ein sechsseitiger Treppenturm vor. Oberstromseitig war der Ostseite ein keilförmiger Eisbrecher vorgelegt. Nach den Kriegen im 17. Jahrhundert war der Turm weitgehend zerstört. 1845 wurde der Bau notdürftig repariert und diente nun als Signalturm der Wahrschau, um die Gefahren für die Rheinschifffahrt bei Passage des Binger Lochs zu senken.

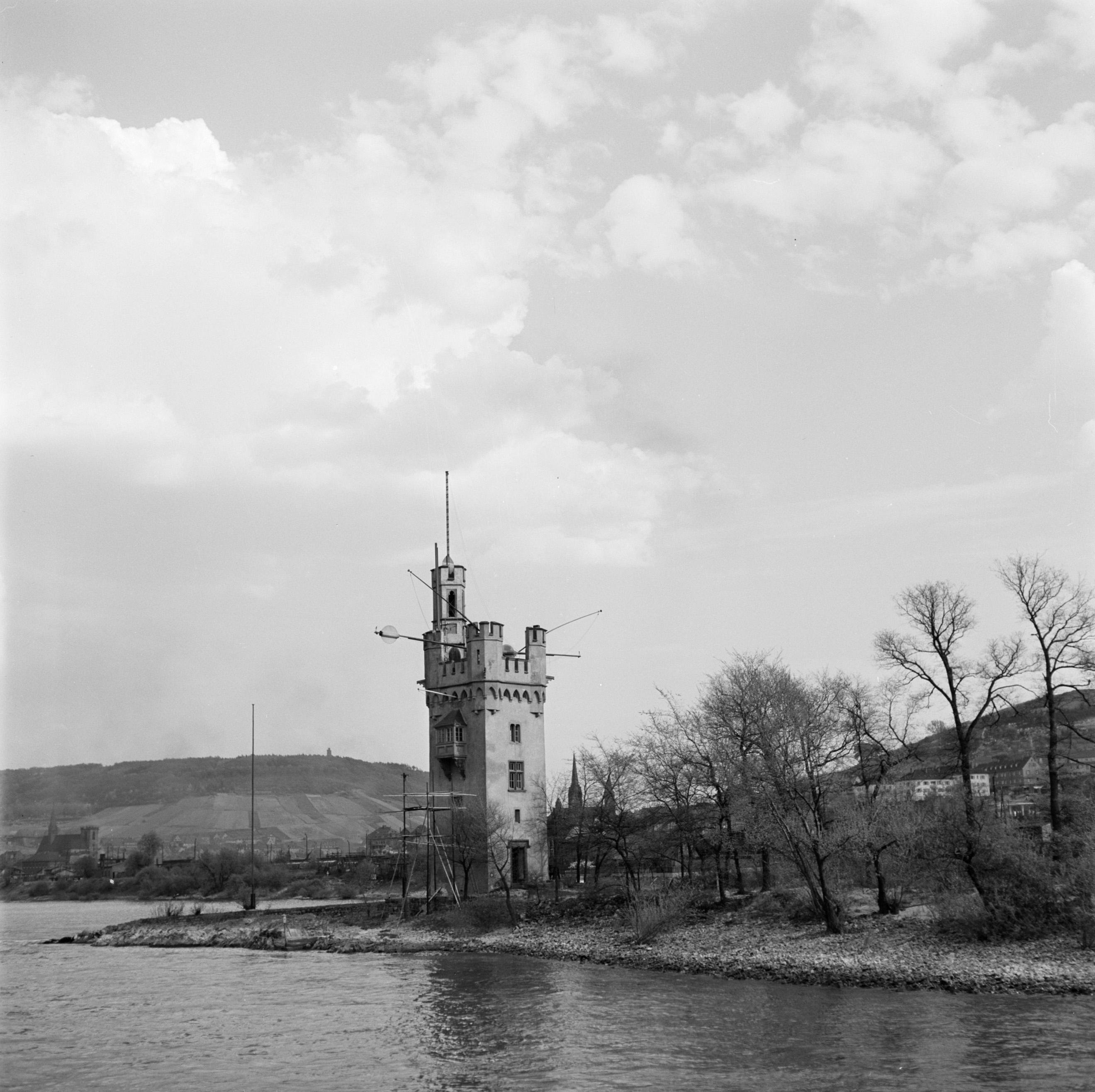
Ansicht des Mäuseturms 1955

Der ab 1855 erneuert aufgebaute Turm hat ein Erdgeschoss und drei Stockwerke. Die darüber liegende Plattform ist im neugotischen Stil mit Türmchen und Zinnen versehen. Das Bruchsteinmauerwerk überzog man mit Putz. Die Tür- und Fenstereinfassungen, Gesimse, Balkonbrüstungen und Zinnenabdeckungen bestehen aus graugelbem Sandstein aus Flonheim bei Alzey. Für Treppenstufen, Balkontragesteine und den Fuß des Treppenturms wurde Niedermendiger Basalt-Lavastein neu eingesetzt. Ein auf der nordseitigen Fassade angebrachter heraldischer Adler, vom Kölner Bildhauer Stephan aus Udelfanger Sandstein gefertigt, betont den Stand des Turmes als Markierung der preußischen Landesgrenze. Die Haupteingangstür an der westlichen Seite entwarf Albert Cremer nach Motiven aus der Domkirche Xanten.
Im Erdgeschoss wurden Küche und Toilette eingerichtet, im Halbgeschoss darüber eine Gerätekammer. Eine massive Treppe, teils in die starke Außenmauer eingelassen, führt in den ersten Stock, der ein Verwaltungszimmer mit Balkon in Richtung des Binger Lochs erhielt. Im zweiten Stock richtete man die Wahrschau-Station ein, deren Aufseher im dritten Stock ein Schlafzimmer hatte. Die oberen Stockwerke sind über eine Wendeltreppe verbunden. Abgesehen von der gewölbten Schlafstube bekamen alle Zimmer Balkendecken. Türen und Fensterrahmen wurden in der Farbe alten Eichenholzes gestrichen und mit bernsteinfarbenem Lack überzogen. Die bleigefassten Fensterscheiben aus halbweißen Glas gaben mittelalterliche Motive wieder. Die über dem Kreuzgewölbe der Schlafstube gelegene Plattform wurde mit Portland-Zement abgedeckt, ein zweiter Zementguss schützte gegen die Witterung. Sandstein-Ausgüsse an den Ecktürmchen führten das Regenwasser ab. Die Laterne des sechsseitigen Treppenturms, deren Zinnenkrone die Plattform um rund 8 Meter überragt, konnte beleuchtet werden; sie trug auch die Stange, an der bei festlichen Gelegenheiten das königliche Banner flatterte.

## Sage

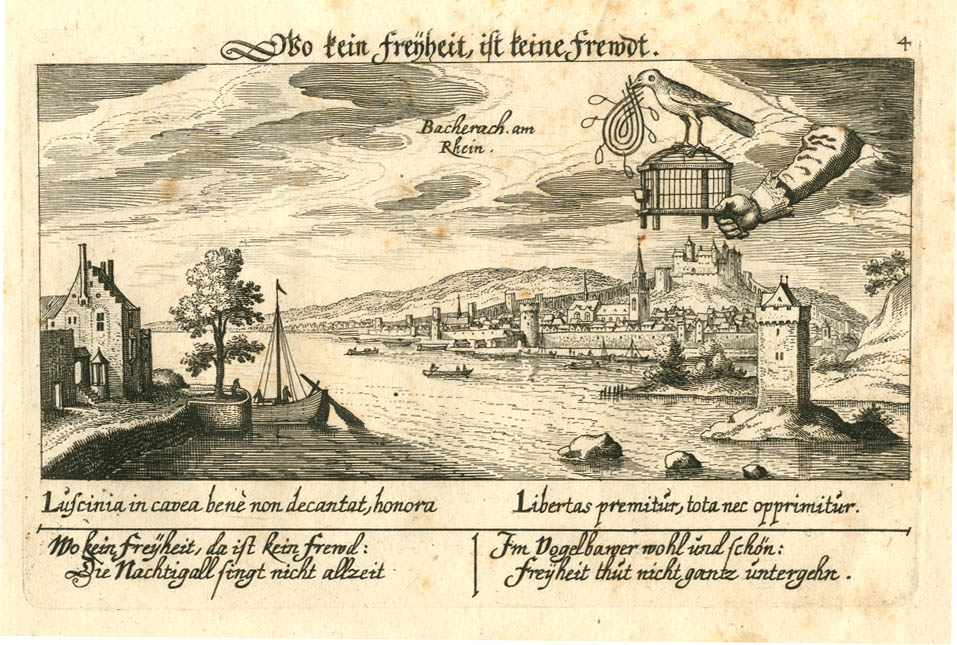
Wo kein Freyheit, ist keine Frewdt, aus Daniel Meisners Schatzkästlein, 1625

Nach einer Sage ließ der Mainzer Erzbischof Hatto II. den Mäuseturm im 10. Jahrhundert erbauen. Damals soll der hartherzige Bischof, als eine Hungersnot im Land herrschte, den Armen Hilfe aus seinen gefüllten Kornkammern verwehrt haben. Als sie weiterbettelten, soll er sie in eine Scheune gesperrt haben, die daraufhin von seinen Schergen angezündet worden sei. Die Schreie der Sterbenden soll er höhnisch mit den Worten „Hört ihr, wie die Kornmäuslein pfeifen?“ kommentiert haben.
In diesem Moment kamen der Sage nach tausende Mäuse aus allen Ecken gekrochen und wimmelten über den Tisch und durch die Gemächer des Bischofs. Die Masse der Nagetiere habe die Bediensteten in die Flucht geschlagen, und Hatto soll mit einem Schiff den Rhein hinab zur Insel gefahren sein, wo er sich sicher wähnte. Doch als er sich dort eingeschlossen hatte, sei er von den Mäusen bei lebendigem Leibe aufgefressen worden.
Diese ätiologische Erzählung war weitverbreitet und sollte den Namen des Turmes erklären. Josef Virgil Grohmann weist allen Sagen eine gemeinsame, heidnische Grundlage zu.:205 In der Zeit der Rheinromantik inspirierte das oft gemalte Bauwerk durch seine grausige Sage auch Schriftsteller wie Clemens Brentano, Victor Hugo und Ferdinand Freiligrath. Seit dem 19. Jahrhundert wird die Sage zunehmend auch Hatto I., einem Amtsvorgänger Hattos II., zugeschrieben.:207 Eine ähnliche Sage rankt sich – allerdings bezogen auf die Stadt Kruszwica – auch um den polnischen Fürsten Popiel.
weitere Sagenversionen:
- Ludwig Bechstein: Hatto, Heriger und Willigis[6]

## Veranstaltungen und Orte
Rhein in Flammen findet jährlich am 1. Samstag im Juli statt: Großfeuerwerke und Schiffsrundfahrt am Mittelrhein von Trechtingshausen mit Burg Reichenstein, entlang Burg Rheinstein, Assmannshausen, Mäuseturm, Ruine der Burg Ehrenfels (Hessen), Bingen am Rhein mit Burg Klopp nach Rüdesheim am Rhein mit der Brömserburg.
1974 wandelte die Stadt Bingen einen der größten Rangierbahnhöfe Deutschlands in Bingerbrück zu einem Gelände, das 2008 zur Ausstellungsfläche der Landesgartenschau wurde. Es trägt heute den Namen Park am Mäuseturm.
Seit 2016 ist der Turm im Rahmen von Führungen der breiten Öffentlichkeit zugänglich.

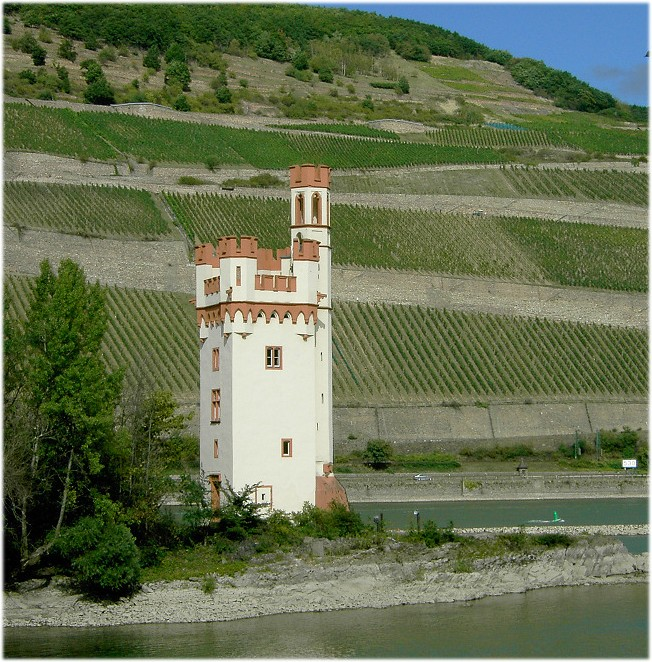
Binger Mäuseturm (2004)

## Denkmalschutz
Der Binger Mäuseturm ist ein geschütztes Kulturdenkmal nach dem Denkmalschutzgesetz (DSchG) und in der Denkmalliste des Landes Rheinland-Pfalz eingetragen. Er liegt auf der Mäuseturminsel im Rhein.
Seit 2002 ist er auch Teil des UNESCO-Welterbes Oberes Mittelrheintal, zudem ein geschütztes Kulturgut nach der Haager Konvention und mit dem blau-weißen Schutzzeichen gekennzeichnet.

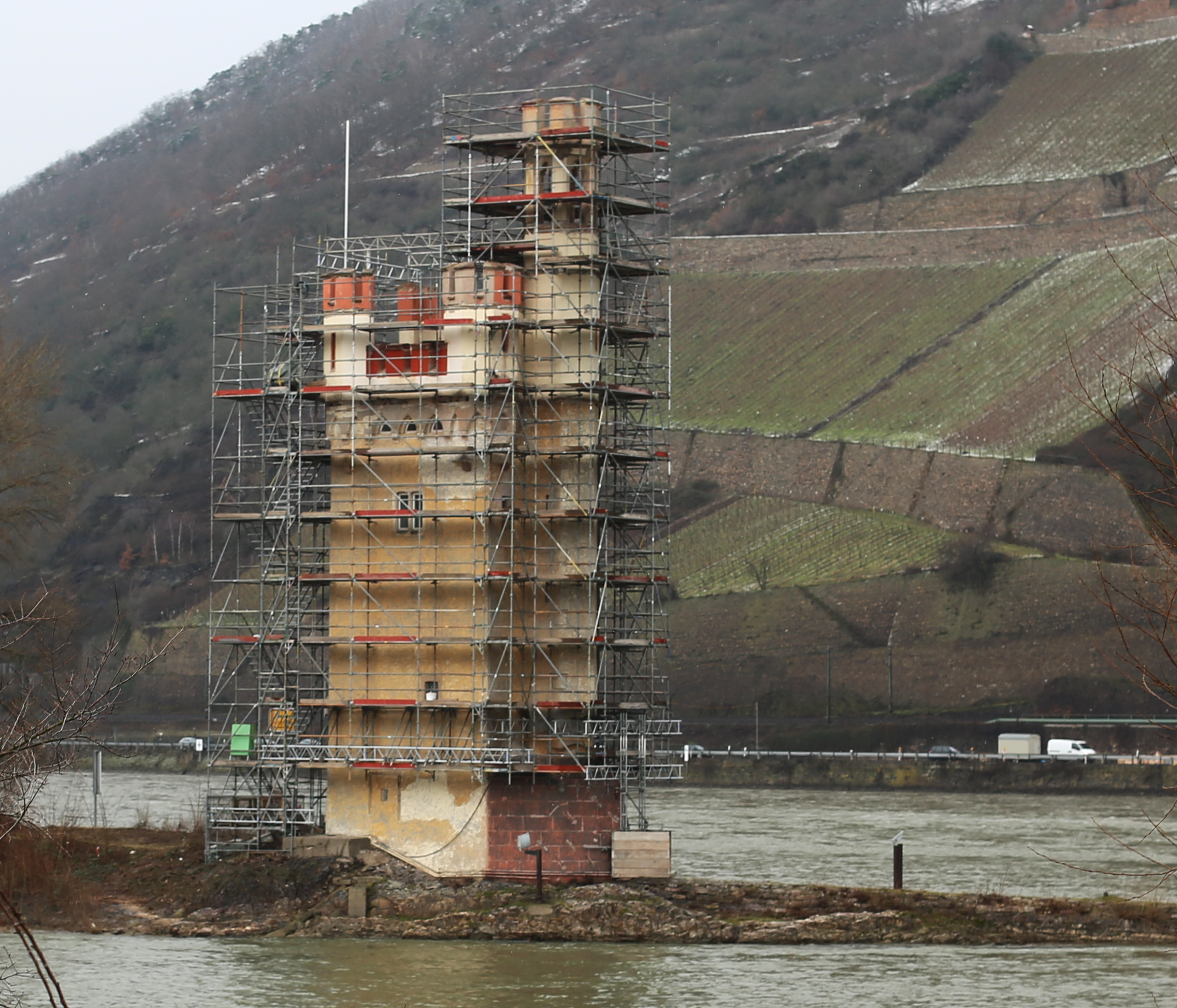
Binger Mäuseturm während der Renovierung 2015

Der denkmalgeschützte Mäuseturm im Eigentum des Wasserstraßen- und Schifffahrtsamtes Bingen musste im Mai 2009 wegen Schimmelbefalls für Besucher gesperrt werden. Die Behebung dieser inneren Schäden und der wohl später getroffene Beschluss, auch eine äußere Sanierung durchzuführen, wurde vorbereitend offenbar zu Beginn des Jahres 2012 in Angriff genommen. Diese Arbeiten – vorerst eine Fülle projektbezogener Untersuchungen – erfolgten in Abstimmung und mit Unterstützung von Experten der Organisation Kulturelles Erbe/Direktion Landesdenkmalpflege, die mit Hilfe ihres Instituts für Steinkonservierung im Team waren, sowie mit Unterstützung der Technischen Universität Darmstadt, die die Untersuchung der klimatischen Verhältnisse durchführten.
Das Projekt, an dem auch die Experten für Denkmalsanierung und -pflege des Landesbetriebs Liegenschafts- und Baubetreuung (LBB), Niederlassung Koblenz, beteiligt waren, konnte im Dezember 2015 abgeschlossen werden. Im Rahmen der Arbeiten wurde nicht nur der Schimmel entfernt, sondern auch eine sensorengesteuerte Heizung eingebaut, um die Mauern etwas beheizen zu können und die Luftfeuchtigkeit, vor allem nach Hochwassern, zu verringern. An der Außenseite wurde eine Reihe von Schäden behoben sowie ein neuer Farbanstrich in Cremeweiß und Beige-Gelb angebracht.